# 邱火林
邱火林，男，安徽东至人，中国人民解放军空军少将軍銜，中国共产党和中华人民共和国軍事、政治人物。
歷任中国人民解放军天津警备区政委、空军政治部干部部副部长、航空部队机械师、分队长、西藏自治區政協委員等。
2019年10月1日，在庆祝中华人民共和国成立70周年大会中，邱火林少将和陈涛少将担任领队，率领空降兵战车方队通过天安门，接受检阅。